# Agelasta cameroni
Agelasta cameroni là một loài bọ cánh cứng trong họ Cerambycidae.